# Life Is Good: The Best Of Stellar Kart
Albums de Stellar Kart
Expect The Impossible
(2008) Everything Is Different Now
(2010)
Pour les articles homonymes, voir Life Is Good (homonymie).
Life Is Good: The Best Of Stellar Kart est le premier best-of du groupe pop punk chrétien Stellar Kart.

## Pistes
1. Life Is Good - 2:32
2. Spending Time - 2:50
3. Student Driver - 2:34
4. Finish Last - 3:54
5. Me And Jesus - 3:24
6. Procrastinating - 2:41
7. Activate - 3:15
8. Finding Out - 2:43
9. Hold On - 3:23
10. Angels In Chorus - 3:05
11. Jesus Loves You - 3:06
12. Innocent - 2:57
13. I Give Up - 2:51
14. Shine Like The Stars - 4:07
15. Lifeguard (Bonus track) - 3:32
16. Centerfield (Bonus track) - 3:16
17. Punk The Halls (inédit) - 2:54